# Старое Мажарово
Старое Мажарово (укр. Старе Мажарове), село, 
Новомажаровский сельский совет, 
Зачепиловский район, 
Харьковская область.
Код КОАТУУ — 6322283007. Население по переписи 2001 года составляет 214 (102/112 м/ж) человек.

## Географическое положение
Село Старое Мажарово находится на расстоянии в 2 км от реки Орель (правый берег), долина реки сильно заболочена, на ней много лиманов и озёр, в т. ч. озеро Можарка и озеро Поповое, выше по течению реки на расстоянии в 1 км расположено село Новое Мажарово, ниже по течению на расстоянии в 2 км — село Новое Пекельное, на противоположном берегу реки проходит канал Днепр — Донбасс.

## История
- дата основания - 1730-е годы[1].

## Экономика
- Молочно-товарная и птице-товарная фермы.

## Достопримечательности
- Братская могила советских воинов. Похоронено 97 воина погибших в 1941 и 1943 годах. Памятник установлен в 1955 году.
- Памятник землякам погибшим в Великой Отечественной войне. Установлен в 1977 году.[2].